# Moosomin 112B
Moosomin 112B är ett reservat i Kanada.   Det ligger i provinsen Saskatchewan, i den centrala delen av landet, 2 500 km väster om huvudstaden Ottawa.
Trakten runt Moosomin 112B består till största delen av jordbruksmark. Trakten runt Moosomin 112B är nära nog obefolkad, med mindre än två invånare per kvadratkilometer.